# Didaphne dispar
Didaphne dispar là một loài bướm đêm thuộc phân họ Arctiinae, họ Erebidae.